# Mielkeana
Mielkeana är ett släkte av fjärilar. Mielkeana ingår i familjen vecklare.
Kladogram enligt Catalogue of Life:
| Mielkeana | \| \| Mielkeana angysocia \| \| \| \| \| \| Mielkeana gelasima \| \| \| \| |
|           | \| \| Mielkeana angysocia \| \| \| \| \| \| Mielkeana gelasima \| \| \| \| |
|           | Mielkeana angysocia                                                        |
|           |                                                                            |
|           | Mielkeana gelasima                                                         |
|           |                                                                            |